# Cassiakorsnäbb
Cassiakorsnäbb (Loxia sinesciuris) är en nyligen beskriven nordamerikansk fågelart i familjen finkar inom ordningen tättingar.

## Utbredning och systematik
Cassiakorsnäbben förekommer enbart i sydcentrala delen av den amerikanska delstaten Idaho, i bergsområdena South Hills och Albion Mountains.

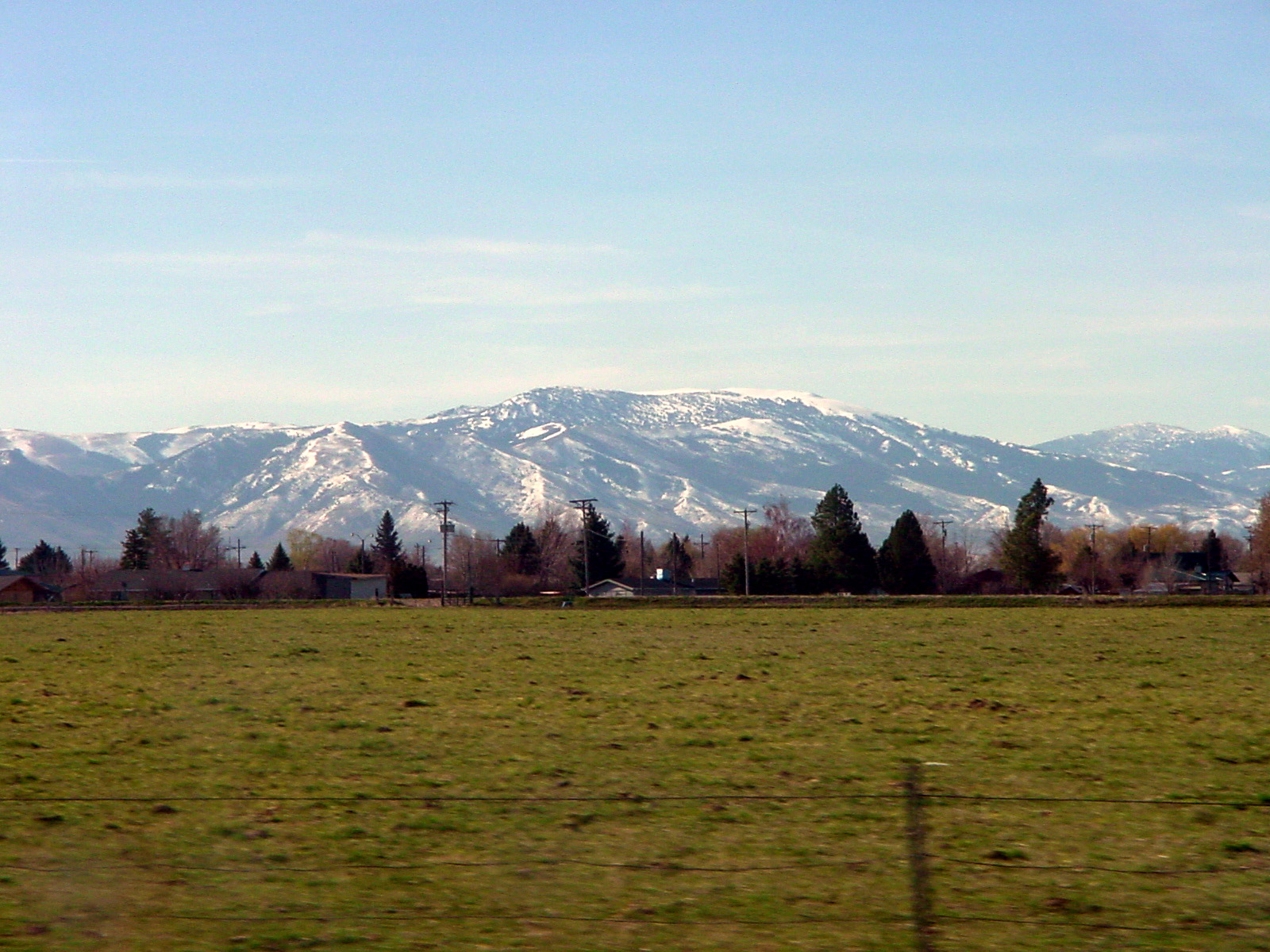
Albion Mountains i sydcentrala Idaho, häckningsområde för en av cassiakorsnäbbens två delpopulationer.

Fram tills nyligen behandlades populationen vara en del av mindre korsnäbben (Loxia curvirostra), men studier visar att fågeln dels har ett avvikande läte och dels tycks vara reproduktivt isolerad från andra populationer av mindre korsnäbb som uppträder i området. Den beskrevs först 2009, identifierades 2016 som fylogenetiskt distinkt och kategoriserades 2017 av American Ornithologists' Union som god art. Arten har troligtvis utvecklats för att det inom området, unikt för Klippiga Bergen, saknas ekorrar som den annars konkurrerar med om huvudfödan, kottar av contortatall. Därmed har en bofast art kunnat uppstå.

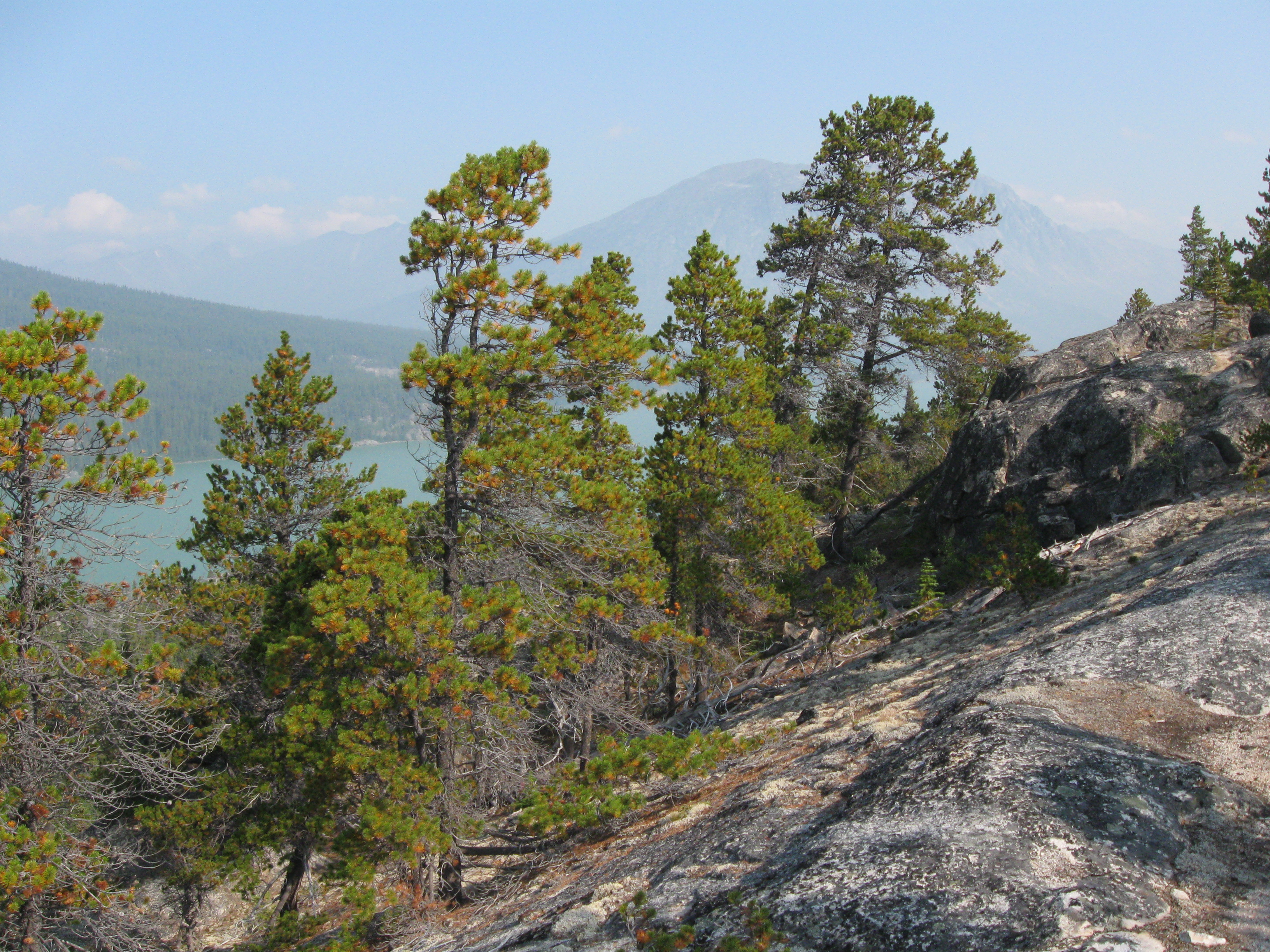
Arten lever av kottar från contortatall av underarten latifolia.

## Utseende
Korsnäbbarna har ett proportionellt stort huvud och en säregen näbb med korsande näbbspetsar vilket är en anpassning för att kunna plocka ut frön från kottar och andra frukter, och som gett släktet dess namn. De adulta korsnäbbarna har kraftfullt färgad fjäderdräkt, där hanarna är orange- till tegelröda och honorna gulgröna, men det förekommer en stor variation vad gäller färg, näbbform och läte vilket lett till mycket diskussioner kring uppdelning i underarter eller egna arter.

## Namn
Fågeln har fått sitt svenska trivialnamn av Cassia County, vari huvuddelen av utbredningsområdet ligger. Det vetenskapliga artnamnet sinesciuris betyder "utan ekorre", syftande på att arten utvecklats på grund av att ekorrar, som konkurrerar med fågeln om föda, saknas i området (se ovan).

## Status
Internationella naturvårdsunionen IUCN erkänner den ännu inte som god art, varför dess hotstatus inte bedömts.